# Jerry Cotton
Jerry Cotton är en fiktiv FBI-agent i en rad kriminalromaner. Jerry Cottons äventyr har även filmatiserats flera gånger. Han är översatt till många språk, men är framför allt populär i Tyskland.